# Nördlicher Krai

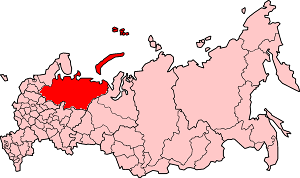
Lage des Nördlichen Krai in der RSFSR

Der Nördliche Krai (russisch Северный край, transkribiert Sewerny krai, wiss. Transliteration Severnyj kraj) war eine Verwaltungseinheit in der Russischen Sozialistischen Föderativen Sowjetrepublik, die von 1929 bis 1936 bestand. Der Krai befand sich im Nordosten der RSFSR und umfasste im Jahr 1929 ein Gebiet von 1.1376.000 km² mit 2,474 Millionen Einwohnern. Administratives Zentrum war die Stadt Archangelsk.

## Geschichte

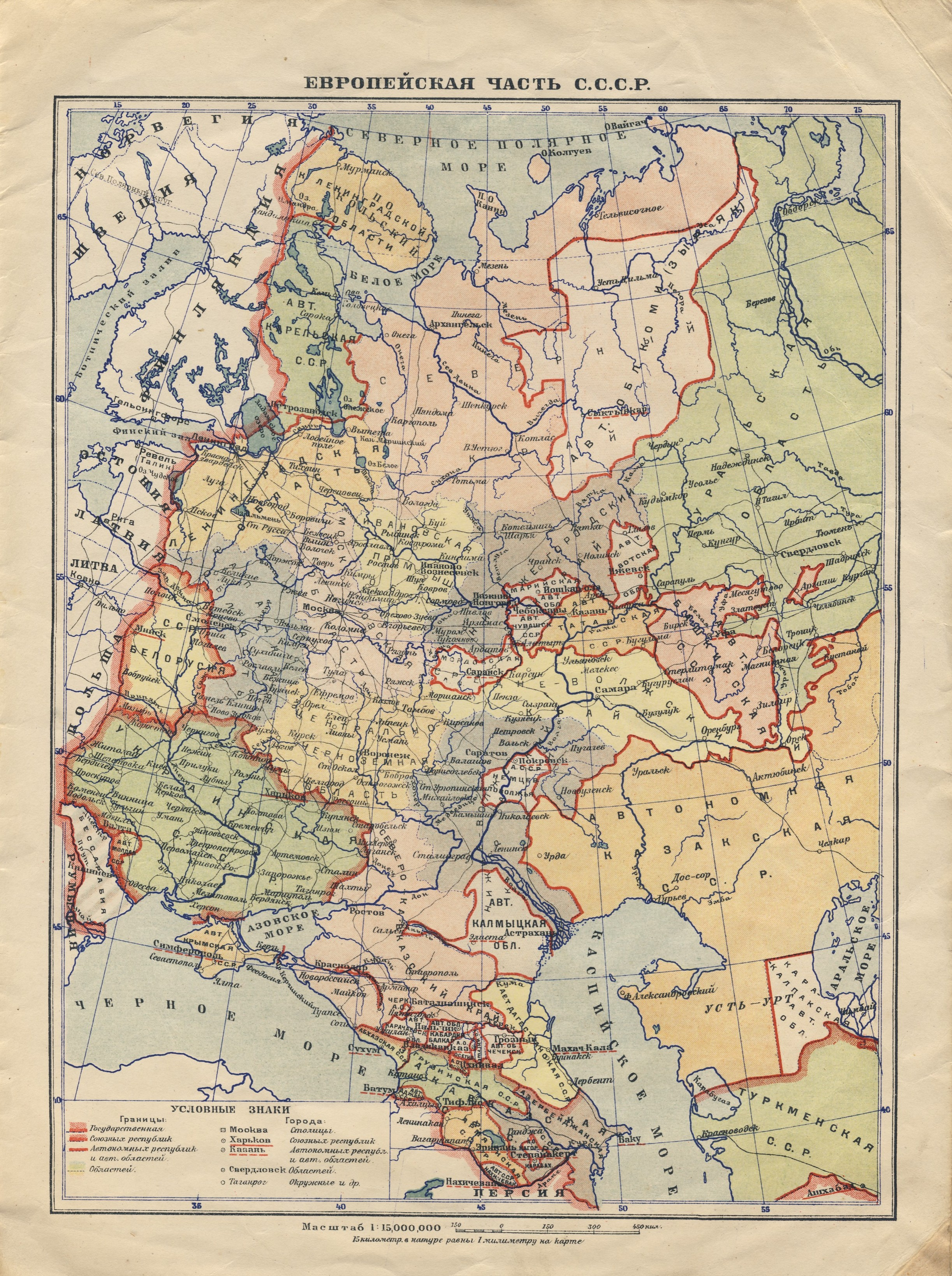
Der Nördliche Krai auf einer Karte des europäischen Teils der UdSSR von 1930

Der Nördliche Krai wurde am 14. Januar 1929 durch das Allrussische Zentrale Exekutivkomitee der RSFSR gebildet. In ihm wurden die drei Gouvernemente Archangelsk, Wologda und Nördliche Dwina sowie die Autonome Oblast der Komi zusammengefasst. Am 15. Juli 1929 wurde die Verwaltungsgliederung per Dekret durch das Exekutivkomitee verändert. Die Gouvernemente wurden aufgelöst und die Gebiete administrativ in fünf Okruge unterteilt. Gouvernemente waren seit den Zeiten des Russischen Kaiserreiches zumeist in regionale Verwaltungseinheiten, so genannte Ujesde, unterteilt. Mit der sowjetischen Verwaltungsreform wurden diese Ujesde in Rajone umgewandelt. Auch die Okruge innerhalb der Autonomen Oblast der Komi wurden in Rajone umgewandelt. Die Inseln des Weißen Meeres (u. a. Solowezki-Inseln), der Barentssee (u. a. Kolgujew, Matwejew, Waigatsch) sowie des Nordpolarmeeres (u. a. Franz-Josef-Land, Nowaja Semlja) wurden direkt der Verwaltung des Krai unterstellt.
Im Juli 1930 erfolgte eine weitere Verwaltungsreform. Der Nenezki nazionalny okrug wurde eine autonome Verwaltungseinheit. Die Autonome Oblast der Komi blieb ebenfalls bestehen. Die anderen vier Okruge wurden aufgelöst und die 50 Rajone direkt der Verwaltung des Krai unterstellt. In den folgenden Jahren gab es zahlreiche weitere Verwaltungsreformen, in denen verschiedene Rajone aufgelöst, neu geschaffen, umbenannt oder territorial erweitert wurden, so dass der Nördliche Krai im Jahr 1936 über 65 Rajone verfügte.
Mit der Sowjetischen Verfassung von 1936 wurde der Nördliche Krai aufgelöst und seine Gebiete auf die Nördliche Oblast und die Autonome Sozialistische Sowjetrepublik der Komi aufgeteilt. Die Nördliche Oblast wurde bereits ein Jahr später abgeschafft. Seine Gebiete gingen auf die neu gegründete Oblast Archangelsk und die Oblast Wologda über.

## Verwaltungsgliederung
Die folgende Tabelle zeigt die Verwaltungsgliederung des Nördlichen Krai zum 15. Juli 1929.
| Name der Verwaltungseinheit | Administratives Zentrum | Rajone | Administratives Zentrum des Rajon |
| --------------------------- | ----------------------- | --- | --- |
| Archangelski okrug          | Archangelsk             | Archangelski rajon Beresnizki rajon Cholmogorski rajon Jemezki rajon Karpogorski rajon Leschukonski rajon Mesenski rajon Oneschski rajon Pineschski rajon Plessezki rajon Primorski rajon Tschekuijewski rajon                                                                       | Archangelsk Semjonowskoje Cholmogory Jemezk Karpogory Leschukonskoje Mesen Onega Pinega Plessezk Archangelsk Tschekujewo                                                          |
| Nenezki nazionalny okrug    | Telwiska                | Kanino-Timanski rajon Nenezki rajon | Nischnjaja Pjoscha Chosseda-Chard |
| Njandomski okrug            | Njandoma                | Konoschski rajon Kargopolski rajon Njandomski rajon Priosjorny rajon Rowdinski rajon Schenkurski rajon Ustjanski rajon Welski rajon Werchowaschski rajon | Konoscha Kargopol Njandoma Konjowo Rowdino Schenkursk Schangali Welsk Werchowaschje                                                                                               |
| Sewero-Dwinski okrug        | Weliki Ustjug           | Kitschmengsko-Gorodezki rajon Kotlasski rajon Krasnoborski rajon Lalski rajon Lenski rajon Nikolski rajon Oparinski rajon Podossinowski rajon Rosljatinski rajon Suchonski rajon Tscherewkowski rajon Weliko-Ustjugski rajon Werchne-Tojemski rajon Wilegodski rajon Wochomski rajon | Kitschmengski Gorodok Kotlas Krasnoborsk Lalsk Jarensk Nikolsk Oparino Podossinowez Rosljatino Gorodischtschenskoje Tscherewkowo Weliki Ustjug Werchnjaja Toima Iljinskoje Wochma |
| Wologodski okrug            | Wologda                 | Charowski rajon Grjasowezki rajon Kokschengski rajon Kubeno-Osjorski rajon Ledengski rajon Schuiski rajon Sjamschenski rajon Swerdlowski rajon Tolschmenski rajon Totemski rajon Ust-Kubinski rajon Tschobsarski rajon Woschegodski rajon Wologodski rajon                           | Charowsk Grjasowez Tarnogski Gorodok Kubenskoje Ledengskoje Schuiskoje Jarygino Sokol Ustje Tolschemskoje Totma Ustje Tschobsara Woschega Wologda                                 |
| Autonome Oblast Komi        | Ust-Syssolsk            | Ischmo-Petschorski rajon Prilusski rajon Storoschewski rajon Syssolski rajon Udorski rajon Ust-Kulomski rajon Ust-Syssolski rajon Ust-Wymski rajon Ust-Zilemski rajon | Ischemski Objatschewo Storoschewsk Wisingski Koslan Ust-Kulom Ust-Syssolsk Ust-Wym Ust-Zilma                                                                                      |